# 阿萊
阿萊集團（The Arri Group，成立時為Arnold & Richter Cine Technik）為一間總部設於德國的全球最大電影器材生產廠商
。

## 歷史
阿萊在1917年於德國慕尼黑，以Arnold & Richter Cine Technik的名稱，由August Arnold 及 Robert Richter兩位創辦人成立，其公司名稱「ARRI」以兩位創辦人的姓氏開首命名。主要生產電影攝影機、電影燈光等專業電影器材。赫曼·西蒙於《隱形冠軍：21世紀最被低估的競爭優勢》（英語：Hidden Champions of the Twenty-First Century: The Success Strategies of Unknown World Market Leaders）一書中也提及阿萊為「隱形冠軍」的例子。
1924年，Arnold及Richter開發了他們第一部底片攝影機Kinarri 35，體積細小及便攜。1937年，阿萊發表了全球首部反射鏡式攝影機Arriflex 35，由阿萊長期合作的設計師Erich Kästner設計。此技術使用了一個旋轉式鏡子，容許以連續運動的馬達來驅動攝影機，同時提供無視差觀影及使用接目鏡以目視來對焦操作，就如單鏡反光相機原理相同。至今此技術仍為大部分電影攝影機採用。第一部使用Arriflex攝影機的荷里活電影為逃獄雪冤。至今幾十年，阿萊已生產超過17萬台Arriflex 35。
1960年代，阿萊不單也生產了應用於新聞攝影及戰地攝影的輕量及手提式攝影機，也預視了實景拍攝的趨勢，開發電影攝影用的專業產品。Arriflex 16ST的誕生，改變了人們對16毫米底片只用作低廉新聞及電視攝影的印象。同時發表的Arriflex 35BL系列，相比起當時笨重的電影攝影機，提供了較為輕量及寧靜的替代選擇。阿萊的慕尼黑總部也開闢了沖印廠等後期製作設施。1972年，阿萊發表了Arrisonne 2000W日光燈頭，為當時業界先驅，至今電影燈光器材方面仍然繼續開發。
阿萊在開發電影攝影機的同時，鏡頭產品則和蔡司及富士能等公司開發。
1990年代，阿萊的Arrilaser，成功將產品線擴充至後期製作器材。於2000年更收購了弗里茨·加布里埃爾·鮑爾及Walter Kindler創立的Moviecam公司，合作開發全新電影攝影機系列：Arricam。2005年，阿萊發表了其第一部數碼式電影攝影機Arriflex D-20，其相等於35毫米底片的CMOS片幅，容許使用電影用35mm鏡頭，更啟發了下一代阿萊Alexa攝影機的誕生。其他著名產品包括輕型攝影機Arriflex 235、蔡司Master Prime鏡頭系列、直線光學式的Ultra Prime 8R鏡頭、L-Series LED及Arrimax燈光器材、以及高端電影製作用的Arriflex 416。

## 產品線

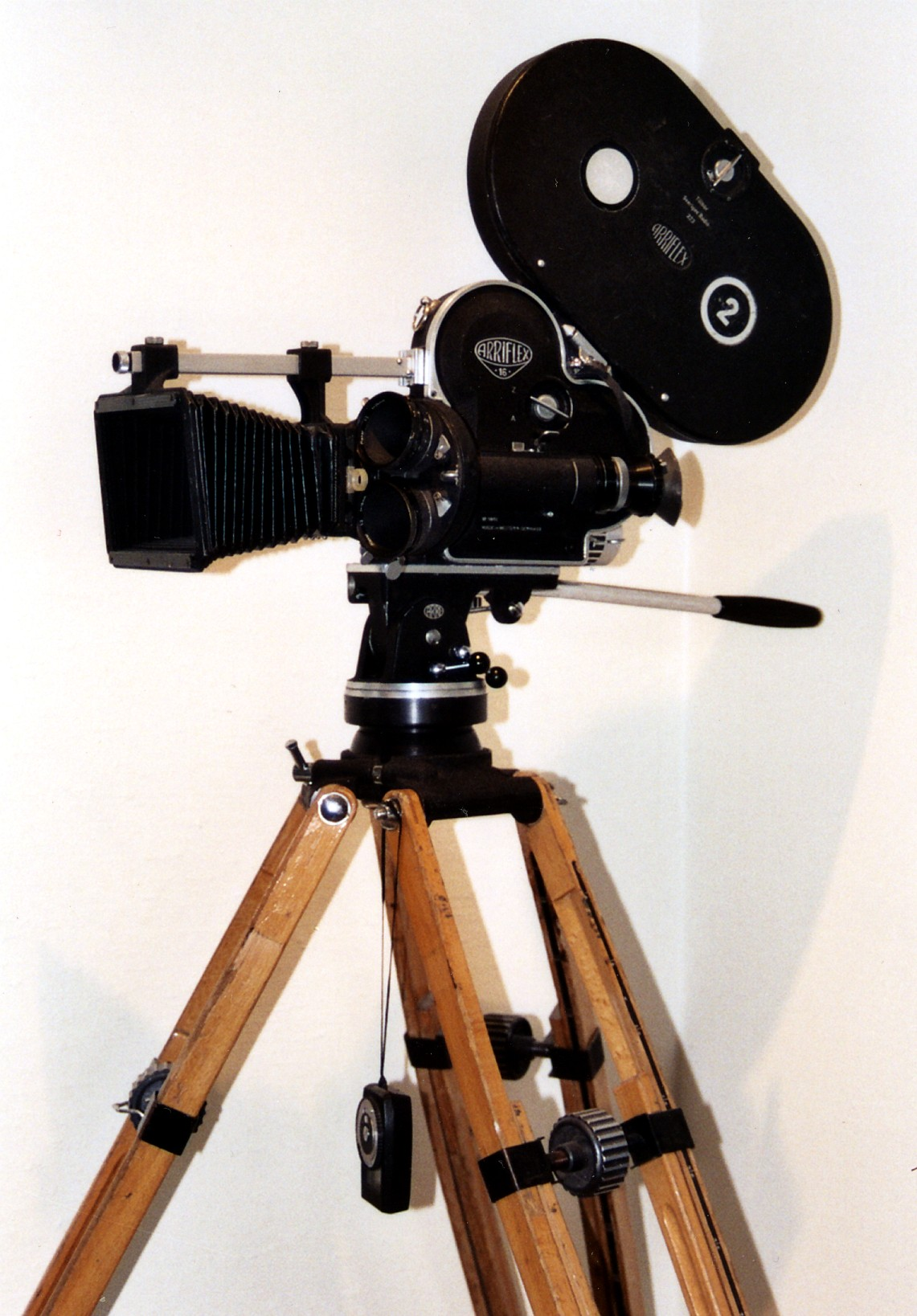
Arriflex 16ST，為當時流行的非同步收音的16毫米電影攝影機

### 電影攝影機
- Kinarri 35 (1924)
- Kinarri 16 (1928)
- Arriflex 35 (1937)
- Arriflex 35 II (1946)
- Arriflex 16ST (1952)
- Arriflex 16M (1962)
- Arriflex 35 IIC (1963)
- Arriflex 16BL (1965)
- Arritechno 35 (1971)
- Arriflex 35BL (1972)
- Arriflex 16SR (1975)
- Arriflex 35BL II (1975)
- Arriflex 35BL III (1980)
- Arriflex 35 IIIC (1982)
- Arriflex 16SR2 (1982)
- Arriflex 35BL 4 (1986)
- Arriflex 35BL 4S (1988)
- Arriflex 765 (1989)
- Arriflex 535 (1990)
- Arriflex 535 B (1992)
- Arriflex 16SR 3 (1992)
- Arriflex 435 (1995)
- Arriflex 435 ES (1995)
- Arricam Studio and Lite (2000)
- Arriflex 235 (2003)
- Arriflex D-20/21 (2005)
- Arriflex 416 (2006)
- Arri Alexa (2010)
- Arri Amira (2013)
- Arri Alexa 65 (2014)
- Arri Alexa Mini (2015)
- Arri Alexa SXT (2016)
- Arri Alexa LF (2018)
- Arri Alexa Mini LF (2019)
- Arri Alexa 35 (2022)

### 燈光
- Arri Fresnel (1937)
- Arri Gigant (1952)
- Arrisonne 2000 (1972)
- Arri Apollo (1979)
- Arri Studio (1988)
- Arri Compact Daylight (1991)
- Arrisun 40/25 (1992)
- Arrilux Pocket PAR (1996)
- ARRIMAX 18/12 (2005)
- Arri M40 (2011)
- Arri L7 LED Fresnel (2011)
- Arri SkyPanel S60-C (2015)
- Arri SkyPanel S120-C
- Arri SkyPanel S360-C
- Arri SkyPanel S30-C
- Arri Orbiter (2019)
- Stellar Lighting Control應用程式

### 相機穩定器
- artemis Maxima Stabilizer
- artemis Trinity

### 底片記錄器
- Arrilaser

### 底片掃瞄器
- Arriscan

## 另見
- 阿萊Alexa
- 蔡司公司
- 全景電影
- 瑞德數位電影攝影機公司

## 外部連結
- ARRI阿萊官方網站 （页面存档备份，存于）
- CinemaTechnic中阿萊攝影機歷史
- Reviews: D-20 & D-21 on The Reel Show
- Arriflex 16 S操作文件 - PDF （页面存档备份，存于）